# Xã Sandycreek, Quận Venango, Pennsylvania
Xã Sandycreek (tiếng Anh: Sandycreek Township) là một xã thuộc quận Venango, tiểu bang Pennsylvania, Hoa Kỳ. Năm 2010, dân số của xã này là 2.260 người.